# Marie-France Colignon
Marie-France Colignon (ur. 16 listopada 1959) – francuska judoczka.
Srebrna medalistka mistrzostw świata w 1982 i 1984; brązowa w 1980. Triumfatorka mistrzostw Europy w 1985 i trzecia w 1982. Pierwsza w drużynie w 1985. Mistrzyni Francji w 1982 roku.